# Kuplenik (Einheit)
Der Kuplenik (kroatisch für Scheffel) war ein Volumen- und Getreidemaß in der Karlstädter Grenze. In diesem Gebiet hatte er die Größe von 2/3 des Preßburger Metzen. Erwähnt wurde er bereits 1747 in einer Aufstellung der Hochwasserschäden. Ein Beispiel daraus: 900 Kuplenik mit je 24 Maß Hirse-Samen wurde den Grenzern gegen 14 Groschen/1 Kuplenik in Zvečai bereitgestellt.
- 1 Kuplenik = 1829,26 Pariser Kubikzoll = 36,2858 Liter